# Théry Schir
Théry Schir (ur. 18 lutego 1993 w Lozannie) – szwajcarski kolarz torowy i szosowy, brązowy medalista mistrzostw świata w kolarstwie torowym.

## Kariera
Pierwsze sukcesy w karierze Théry Schir osiągnął w 2011 roku, kiedy zdobył złoty medal w madisonie i srebrny w wyścigu punktowym podczas torowych mistrzostw Europy juniorów. W dwóch kolejnych latach zdobył cztery medale na mistrzostwach Europy U-23, w tym złoty w drużynowym wyścigu na dochodzenie w 2013 roku. W 2014 roku wystąpił na mistrzostwach świata w Cali, gdzie wspólnie z Stefanem Küngiem zdobył brązowy medal w madisonie. Ponadto trzykrotnie zdobywał złote medale torowych mistrzostw Szwajcarii. Startuje także w wyścigach szosowych, ale bez większych sukcesów.